# Full Moon (EP)
Full Moon es primer extended play (EP) de la cantante surcoreana Sunmi. Fue lanzado el 17 de febrero de 2014 a través de JYP Entertainment y distribuido por KT Music.

## Antecedentes y lanzamiento
En agosto de 2013, fue anunciado que Sunmi haría su debut como artista en solitario bajo el sello discográfico JYP Entertainment. Park Jin-young, el fundador de la empresa, se encargó de completar la producción, incluyendo la coreografía, videoclip, vestimenta y la canción. El 11 de agosto, la cantante publicó por sus redes sociales que haría su regreso con el sencillo «24 Hours». El videoclip de la canción se lanzó el 20 de agosto de 2013, seguido de su presentación en televisión el 22 de agosto, en M! Countdown. El sencillo digital fue lanzado el 26 de agosto. «24 Hours» se ubicó en el segundo lugar de la lista semanal Gaon Digital Chart y el puesto tres en Korea K-Pop Hot 100 de Billboard.
El 31 de enero, se anunció que Sunmi lanzaría su primer EP en febrero. Sunmi programó su regreso para el 17 de febrero. El 6 de febrero, Sunmi reveló el título del álbum que sería Full Moon. El 10 de febrero, se lanzó la lista de canciones del álbum, donde revelaba que Yubin de Wonder Girls, Jackson de Got7 y una aprendiz de JYP, Lena Park, participarían en algunas canciones. El álbum también incluye el sencillo «24 Hours». «Full Moon», un dúo de Sunmi con Lena Ahn, fue lanzado el 17 de febrero, junto con el álbum y el videoclip. La canción se ubicó en el segundo lugar de la lista semanal Gaon Digital Chart y el puesto tres en Korea K-Pop Hot 100.

## Lista de canciones
| Full Moon |                                                                     |                           |                                              |                                                |          |  |
| N.º       | Título                                                              | Letras                    | Música                                       | Arreglo                                        | Duración |  |
| 1.        | «Full Moon» (보름달; Boreumdal; con Lena)                           | Brave Brothers            | Brave Brothers, Elephant Kingdom, Nat Powers | Brave Brothers, Elephant Kingdom, Lee Jung-min | 3:23     |  |
| 2.        | «24 Hours» (24시간이 모자라; Isipsasigani Mojara)                   | J.Y. Park «The Asiansoul» | J.Y. Park «The Asiansoul»                    | J.Y. Park «The Asiansoul», Nat Powers          | 3:23     |  |
| 3.        | «Burn»                                                              | Tommy Park, Raphael       | Tommy Park, Raphael                          | Tommy Park, Raphael                            | 3:30     |  |
| 4.        | «Who Am I» (내가 누구; Naega Nugu; con Yubin)                       | Kim Eun-su, Yubin         | East4a                                       | East4a                                         | 3:54     |  |
| 5.        | «Frozen in Time» (멈춰버린 시간; Meomchwobeorin Sigan; con Jackson) | Chloe                     | Nodae, Bjerk                                 | Nodae, Bjerk                                   | 4:40     |  |
| 6.        | «If That Was You» (그게 너라면; Geuge Neoramyeon)                   | Ha:tfelt, Lee Woo-min     | Ha:tfelt, Lee Woo-min                        | Ha:tfelt, Lee Woo-min                          | 3:49     |  |
| 22:39     |                                                                     |                           |                                              |                                                |          |  |

| Bonustrack (solo en la edición física) |                                                              |                       |                       |                       |          |  |
| N.º                                    | Título                                                       | Letras                | Música                | Arreglo               | Duración |  |
| 1.                                     | «If That Was You» (그게 너라면; Geuge Neoramyeon; con Yenny) | Ha:tfelt, Lee Woo-min | Ha:tfelt, Lee Woo-min | Ha:tfelt, Lee Woo-min | 3:49     |  |
| 26:28                                  |                                                              |                       |                       |                       |          |  |

## Posicionamiento en listas
| Lista (2014)                              | Mejor posición |
| ----------------------------------------- | -------------- |
| Corea del Sur (Gaon Weekly Albums Chart)  | 12             |
| Corea del Sur (Gaon Monthly Albums Chart) | 23             |

### Ventas
| Lista                  | Cantidad |
| ---------------------- | -------- |
| Ventas físicas de Gaon | 5478+    |

## Historial de lanzamiento
| País          | Formato              | Fecha                 | Discográfica                | Edición         | Catálogo  |
| ------------- | -------------------- | --------------------- | --------------------------- | --------------- | --------- |
| Mundo         | Descarga digital     | 17 de febrero de 2014 | JYP Entertainment           | Edición regular |           |
| Corea del Sur | CD, descarga digital | 17 de febrero de 2014 | JYP Entertainment, KT Music | Edición regular | JYPK-0329 |